# エール・モーリタニー625便墜落事故
エール・モーリタニー625便墜落事故（エール・モーリタニー625びんついらくじこ）は、1994年7月1日に発生した航空事故である。ヌアクショット空港からティジクジャ空港へ向かっていたエール・モーリタニー625便（フォッカー F28-4000）がティジクジャ空港に墜落し、乗員乗客93人中80人が死亡した。この事故はフォッカー F28による航空事故の中で最悪の事故であり、またモーリタニアで発生した航空事故の中でも最悪の事故となっている。

## 事故機
事故機のフォッカー F28-4000（5T-CLF）は製造番号11092として製造され、1975年7月10日に初飛行し、同年7月30日に機体記号PH-SIXとしてリンジェフライグに納入された。その後、1978年4月に同機は4000型に改修され、同年4月17日にNLMシティホッパーに引き渡された。1979年4月27日にはリビア・アラブ航空にリースされ、1980年2月26日、パースエアにリースされた際に機体記号がEP-PBGへと変更された。1981年11月26日に同機はリンジェフライグに返却されて機体記号もPH-SIXに戻されたが、1983年12月15日、エール・モーリタニーへと売却された際に再び機体記号が変更され、5T-CLFとなった。

## 事故の経緯
625便はヌアクショット空港からティジクジャ空港へ向かう便として運航されており、同機には乗員乗客93人が搭乗していた。ティジクジャ空港着陸への着陸時、同空港は砂嵐に見舞われていた。625便は数回進入を試みた後、ハードランディングしたことで機体前部の足回りが破壊され、機体は滑走路から滑落して岩場に衝突、炎上した。この事故で乗員乗客93人中80人が死亡した。